# 劉尚 (武威將軍)
劉尚（？—47年？），《東观漢記》、《续漢書》作「劉禹」，是中国东汉時代初期武将以及漢朝宗室人物。

## 生平
| 姓名           | 劉尚                              |
| 時代           | 东汉時代                          |
| 生没年         | 生年不詳 - 47年（建武二十三年）？ |
| 字・別号       | 劉禹〔別名？〕                    |
| 本貫・出身地等 | 〔不詳〕                          |
| 職官           | 武威将軍〔东汉〕                  |
| 爵位・号等     | -                                 |
| 陣营・所属等   | 光武帝                            |
| 家族・一族     | 〔不詳〕                          |

建武九年（33年）八月，武威将軍劉尚在中郎将来歙指揮下，進攻隗囂之子隗純占据的天水郡，击败了来援救隗純的蜀（成家）帝公孫述部将田弇、趙匡。同年冬，从属隗囂的先零羌等西北民族进攻金城郡、隴西郡，劉尚在来歙指揮下击败先零羌。
建武十一年（35年），大司馬吴汉指揮討伐公孫述，最初他在守中郎将馬成属下攻破河池县，平定武都郡。
建武十二年（36年）九月，劉尚作为吴汉的副将和公孫述属下的大司徒谢丰、執金吾袁吉之軍在蜀郡广都县对峙。劉尚奉吴汉之命分兵布陣，谢丰率軍分隔开了劉尚和吴汉。汉军败绩，吴汉秘密与劉尚軍合流，攻打谢丰、袁吉，将他们斬杀。劉尚于是牵制公孫述，吴汉联動，八战八勝，在成都城外列陣。同年十一月，吴汉、劉尚攻下成都，公孫述被消灭。吴汉掠夺成都，放火焚烧宫室。吴汉被光武帝譴責，光武帝责备劉尚：“城降三日，吏人从服，孩兒老母，口以万数，一旦放兵纵火，闻之可为酸鼻！尚宗室子孙，尝更吏职，何忍行此？仰视天，俯视地，观放麂啜羹，二者孰仁？良失斩将吊人之义也！”
建武十八年（42年）,蜀郡守将史歆在成都叛逆，自称大司馬。劉尚在吴汉指揮下討伐史歆，誅殺史歆。
建武十九年（43年），西南夷渠帥栋蚕攻打益州郡，劉尚討伐栋蚕、击退他们。越雟太守任貴（長貴）謀反，同年十二月劉尚攻打誅殺任貴。建武二十一年（45年）春正月，派遣劉尚討伐栋蚕，栋蚕的首领被斬，西南夷地域被平定。
建武二十三年（47年）春正月，南郡蛮謀反，汉光武帝派遣劉尚击破，残兵逃到江夏郡。同年十二月武陵五溪蛮叛逆，袭击郡县，汉光武帝派遣劉尚攻打，兵粮不足就十分轻敌深入。劉尚在沅水兵敗，全軍覆滅，自己战死。

## 注
1. ↑  《後漢書》西南夷传、任貴酿制大量毒酒，计划在酒宴款待劉尚时殺死他。劉尚得知阴谋，分兵攻取邛都，袭杀任贵。
2. ↑  据《後漢書》光武帝紀第一下。《後漢書·馬援传》作建武24年（48年）之事。